# Protaetia ishigakai
Protaetia ishigakai är en skalbaggsart som beskrevs av Leon Fairmaire 1898. Protaetia ishigakai ingår i släktet Protaetia och familjen Cetoniidae. Inga underarter finns listade i Catalogue of Life.